# Bataille de Dargo
Guerre du Caucase
La bataille de Dargo en 1845 est un épisode de la conquête du Caucase par les Russes qui se voient infliger une sévère défaite par les Tchétchènes.